# Lisa Wilcox
Lisa Wilcox, född den 8 september 1966 i Thousand Oaks, Kalifornien, är en amerikansk ryttare.
Hon tog OS-brons i lagtävlingen i dressyr i samband med de olympiska ridsporttävlingarna 2004 i Aten.